# Parelbella
Parelbella este un gen de fluturi din familia Hesperiidae. 

## Specii
- Parelbella polyzona (Latreille, [1824])  Brazilia de sud-est
- Parelbella ahira (Hewitson, 1866)  Brazilia 
  - Parelbella ahira ahira (Hewitson, 1866)  Guiana Francezp, Columbia, Peru, Bolivia, Paraguay, Brazilia de nord și de vest
  - Parelbella ahira extrema (Röber, 1925)  Brazilia de sud-est, Paraguay

- Parelbella peruana (O. Mielke, 1995)  Peru

- Parelbella macleannani (Godman & Salvin, 1893)  Mexicul de sud-est până în Ecuadorul de nord-vest

- Parelbella nigra (O. Mielke, Austin & A. Warren, 2008)  Mexicul de sud-est